# 柳田光司
柳田 光司（やなぎだ こうじ、1968年8月21日 - ）は、日本の構成作家、バラエティタレント、ラジオパーソナリティ。滋賀県大津市生まれ、出身。京都市西京区在住(2023年10月時点)。既婚、1女あり。85kg(2023年6月時点)。血液型O型。別名、金太郎師匠。

## 経歴・人物
大津の谷の下で生まれ育つ。父は小学校教師。大津市立志賀小学校、大津市立唐崎中学校を経て、好きな女子がいた膳所や石山ではない県立高校に落ち、村八分の柴田和志とみうらじゅんに惹かれ、東山高校に入学（S61年度卒）、帰宅部だった。佛教大学在学中から、心斎橋筋2丁目劇場に出入りする。在学中はフォークソング部に在籍、越智順子は3つ上の先輩だった。バンド三昧の大学生活を送り、大学を卒業し、大阪の広告代理店に就職。営業マンをしながら風俗店の紹介記事を書く。上京資金を貯めて2年経たずに退社。24歳で上京。寅さんが好きで葛飾区柴又に2年間住んでいた。水道橋博士に座付き作家志願し、その後、テリー伊藤の元でテレビ演出の修行。浅草橋ヤング洋品店を担当。修行期間を終え、独立後はテレビ・ラジオ・舞台等の制作に携わる。2003年8月、浅草キッドの「お笑い男の星座祭り」舞台監督。Uターン帰郷後はテレビ番組の放送作家やブレーン、ロケ地コーディネーターとして活動するほか、自らテレビ、ラジオにも出演。放送作家としては、森脇健児のテレビ番組、桑原征平のラジオ番組を長年担当。
足サイズ25.7cm(2022年1月実測)。
昭和の演芸・バラエティ史の記録検証家。芸人の足跡を1日単位で検証。
好きなことは、全国各地のラジオ番組、70年代～80年代の歌謡曲をきくこと。

## 出演
- 知ったかぶりカイツブリにゅーす（びわ湖放送）- コアラGの声
- あんぎゃでござる!!（KBS京都テレビ）
- R45 ALL THAT “らじヲ” supported by Joshin（2017/11/3 - エフエム大阪）[6]
- 角田龍平の蛤御門のヘン（KBS京都ラジオ）
- 水道橋博士のメルマ旬報
- 森脇伝説（KBS京都テレビ） - 楽屋反省会[7]
- 谷口な夜（KBS京都テレビ） - 金太郎の声

ほか、スプーキー・エレクトリックライブのMC

## 著述
- はした金の屈辱 : その時、ゼニが動いた（2004.1 ワニマガジン社）[9]
- 『ニッポン娯楽列伝』（2015/4-2016/3 東京スポーツ）[10]
- 『クイズ❗️ニッポン娯楽列伝 マジで数えてみました❗️』（2019/5- 東京スポーツ）[11]
- 水道橋博士のメルマ旬報
  - 『はかせのスキマ』
  - 『漫才の教科書』（未完） - 明石家さんましか読んだことがないと言われる「島田紳助の漫才の教科書」の中身を類推、検証していく長大ノンフィクション[12]
  - 『武史〈たけし〉』- ビートたけしの足跡、全仕事や発言を１日単位で追う記録史[13]